# Rádio Patria
Rádio Patria (Slovenský rozhlas 5) - piąta rozgłośnia radiowa Slovenskego rozhlasu. Nadaje ona dla mniejszości narodowych oraz grup etnicznych na Słowacji w ich ojczystym języku. Głównie audycje są nadawane po węgiersku (po południu), ukraińsku oraz po rusińsku (przed południem). Sporadycznie pojawiają się również audycje w języku romskim, oraz godzinne programy w języku czeskim, polskim, i niemieckim. 
Każdego dnia od godziny 18:00 do 6:00 na częstotliwościach Rádia Patria nadawany jest program Rádia Regina.

## Słuchalność
Rádio Patria ma słuchalność 0,3%, przez co jest jedenastą najbardziej słuchaną rozgłośnią radiową według badań Market & Media & Lifestyle Median SK.

## Nadajniki
| Nadajniki Rádia Patria            | Nadajniki Rádia Patria | Nadajniki Rádia Patria | Nadajniki Rádia Patria |
| Lokalizacja                       | Częstotliwość          | ERP                    | Uwagi                  |
| --------------------------------- | ---------------------- | ---------------------- | ---------------------- |
| Nové Zámky - Elektrosvit          | 94,6 MHz               | 1 kW                   | 6:00-18:00             |
| Lučenec - Blatný vrch             | 98,0 MHz               | 10 kW                  | 6:00-18:00             |
| Modrý Kameň - Španí Laz           | 98,3 MHz               | 10 kW                  | 6:00-18:00             |
| Bratislava - City Business Center | 98,9 MHz               | 0,2 kW                 | w planach              |
| Rožňava - Dievčenská skala        | 105,9 MHz              | 1 kW                   | 6:00-18:00             |
| Štúrovo - Modrý vrch              | 106,2 MHz              | 10 kW                  | 6:00-18:00             |
| Trebišov - Bánovce nad Ondavou    | 106,7 MHz              | 10 kW                  | 6:00-18:00             |
| Čižatice                          | 702 kHz                |                        |                        |
| Nitra - Jarok                     | 1098 kHz               |                        |                        |